# Волчья кровь
«Волчья кровь» — российский полнометражный приключенческий остросюжетный художественный фильм-истерн режиссёра Николая Стамбулы, снятый в 1995 году по мотивам романа Леонида Мончинского «Прощёное воскресенье».

## Сюжет
Отряд ЧОНовцев под руководством красного командира Родиона Добрых (Евгений Сидихин) и его верных соратников Фрола Фортова (Сергей Гармаш) и Батюра (Ирбек Персаев), на просторах Сибири во время гражданской войны ведёт борьбу с бандой белоказаков атамана Ерофея Серкова (Александр Казаков) и белогвардейцами полковника Русской армии Спиридона Серкова (Регимантас Адомайтис), который к тому же является отцом атамана.
Атаман Ерофей Серков номинально поддерживает белое движение и своего отца, а на деле со своей бандой белоказаков совершает разбойничьи вылазки из лесов, грабя и убивая жителей сёл и деревень. Всё это происходит на фоне личной жизни Родиона, ведь его молодая жена Клавдия (Елена Павличенко) готовится стать матерью. К тому же не всё так гладко в кругу единомышленников: среди товарищей по борьбе за власть Советов завёлся предатель — председатель уездного ревтрибунала Зубко (Виктор Степанов) подкуплен атаманом Серковым, а председатель уездной чрезвычайной комиссии Боровик (Виктор Авилов, озвучил Никита Джигурда) — настоящий фанатик и демагог, способный увидеть врага даже в самом преданном делу борце, но не видящий измену у себя под носом.

## В ролях
- Евгений Сидихин — Родион Николаевич Добрых, командир отряда ЧОНовцев (прототип И. И. Долгих)
- Александр Казаков — Ерофей Спиридонович Серков, атаман белоказаков, сын полковника Серкова (прототип А. П. Кайгородов)
- Сергей Гармаш — Фрол Фортов, заместитель командира отряда ЧОНовцев Родиона Добрых
- Ирбек Персаев — Батюр, молодой бурят, помощник командира отряда ЧОНовцев Родиона Добрых
- Елена Павличенко — Клавдия Добрых, жена командира отряда ЧОНовцев Родиона Добрых
- Наталья Егорова — Лукерья, жена майора Русской армии, любовница Фрола Фортова
- Владимир Кашпур — Егор Шкарупа, малоимущий крестьянин, информатор командира отряда ЧОНовцев Родиона Добрых
- Регимантас Адомайтис — Спиридон Иванович Серков, полковник Русской армии, отец атамана Серкова (прототип С. И. Растеряев) (озвучил Александр Казаков)
- Любомирас Лауцявичюс — Савелий Романович Высоцкий, фельдшер, правый эсер (озвучил Никита Высоцкий)
- Михаил Жигалов — Лазарь Зайцев, председатель уездного ревкома
- Виктор Степанов — Зубко, председатель уездного ревтрибунала
- Виктор Авилов — Боровик, председатель уездной чрезвычайной комиссии (озвучил Никита Джигурда)
- Евгений Дегтяренко — Флегонт, зажиточный крестьянин, пособник атамана Серкова
- Алина Таркинская — монашка в старообрядческом скиту
- Василий Смоляр — Аким, боец отряда ЧОНовцев Родиона Добрых
- Юрий Голованов — командир уездного подразделения Красной армии
- Василий Чумакаев — Сачегер, бурят
- Евгений Попов — есаул, член банды белоказаков атамана Серкова
- Олег Щербаков — боец отряда ЧОНовцев Родиона Добрых
- Сергей Степанов — боец отряда ЧОНовцев Родиона Добрых
- Василий Титаренко — боец отряда ЧОНовцев Родиона Добрых
- Евгений Крыса — боец отряда ЧОНовцев Родиона Добрых
- Евгений Михайлов — член банды белоказаков атамана Серкова
- Евгений Шуленин — член банды белоказаков атамана Серкова
- Роман Рылеев — Скобцов, вестовой в кабинете председателя уездного ревкома Лазаря Зайцева
- Георгий Айвазов — секретарь в кабинете председателя уездного ревкома Лазаря Зайцева
- Сергей Исаев — член банды белоказаков атамана Серкова
- Геннадий Петров — член банды белоказаков атамана Серкова
- Анна Бедоткина — жена Сачегера, бурятка
- Фёдор Смирнов — Шпрах, матрос в кабинете председателя уездного ревкома Лазаря Зайцева

## Съёмочная группа
- Авторы сценария — Леонид Мончинский, Николай Стамбула
- Режиссёр-постановщик — Николай Стамбула
- Оператор-постановщик — Радик Аскаров
- Композитор — Владимир Комаров
- Художник-постановщик — Павел Сафонов
- Режиссёр — Борис Левкович
- Звукооператор — Владислав Торохов
- Оператор — Виктор Логунов

## Награды
- Номинации на приз «Зелёное яблоко — золотой листок» за 1995 год в категориях «Лучшая мужская роль» (Евгений Сидихин), «Лучшая операторская работа» (Радик Аскаров).

## Критика и исследования
Кинокритик С. Анашкин утверждал, что как «кочевая природа» жанра вестерна вообще, так и главный герой фильма Стамбулы, мачо, опирающийся на право сильного, одинаково чужды для российской культуры, где основными ценностями являются Дом и Храм, а главной фигурой — не мужчина, а женщина, Родина-мать.
Кинокритик М. Трофименков отметил, что в «Волчьей крови» режиссёр перенёс на исторический материал гангстерскую мораль и эстетику, то есть сделал с жанром истерна то же самое, что сделали с жанром вестерна режиссёры С. Леоне и С. Пекинпа. По мнению Трофименкова, фильм типичен для творчества режиссёра, главные герои которого всегда настоящие мужчины с одной и той же «волчьей кровью».
Историк Ю. Кондаков посчитал, что отсутствие идеологии пошло во вред фильму и сделало его похожим на телепродукцию 1990-х годов о бандитских разборках, но похвалил фильм за точное изображение атмосферы безвластия, ненависти и аморальности во время Гражданской войны.
Киновед А. Фёдоров увидел в фильме желание уйти от однозначных оценок Гражданской войны: ни белые, ни красные в фильме не являются ангелами, а война изображена как кровавое и бессмысленное противостояние сильных мужчин. Персонажи фильма, созданного по законам вестернов С. Леоне, не отличаются ни по социальному статусу, ни по лексике, ни по телосложению. При этом Фёдоров поставил «Волчью кровь» ниже «лихого и стильного» фильма Н. Михалкова «Свой среди чужих, чужой среди своих».